# Frändefors
Frändefors is een plaats in de gemeente Vänersborg in het landschap Dalsland en de provincie Västra Götalands län in Zweden. De plaats heeft 645 inwoners (2005) en een oppervlakte van 86 hectare.

## Verkeer en vervoer
Bij de plaats lopen de E45 en Länsväg 173.
De plaats had vroeger een station aan de nog bestaande spoorlijn Göteborg - Kil.